# 北國王冠
北國王冠（ほっこくおうかん）は、金沢競馬場ダート2600mで施行される地方競馬の重賞競走である。
農林水産大臣賞典で、レース名となっている「北國」とは石川県の地方紙である北國新聞を表す。副賞として同紙を発行する北國新聞社賞も授与される。

## 概要
1953年に北國王冠賞として創設。1969年から名称が現在と同じ北國王冠となった。施行距離は幾度かの変遷を重ねて1965年から1996年まで2300mで実施。1997年より2600mに距離が延長された（ただし2013年のみ2300m）。また、2017年からは金沢所属馬限定で行われた2021年をのぞき地方全国交流である。
施行時期は概ね秋だが、2013年は5月、2021年は7月に開催された。施行距離は1997年以後、2013年と2021年をのぞき2600mとなっている。
金沢競馬場における古馬4大重賞の1つと位置付けられている（残る3つは百万石賞、白山大賞典、中日杯）。

### 条件・賞金（2024年）
出走条件
サラブレッド系3歳以上、地方全国交流で他地区所属馬の出走枠は8頭以下。
負担重量
別定。3歳55kg、4歳以上57kg（牝馬2kg減）。
賞金額
1着1000万円、2着320万、3着160万円、4着120万円、5着100万円、着外10万円。

## 歴代優勝馬（1973年以降）
| 回数   | 施行日         | 優勝馬             | 性齢 | 所属 | タイム  | 優勝騎手   | 調教師   |
| ------ | -------------- | ------------------ | ---- | ---- | ------- | ---------- | -------- |
| 第21回 | 1973年9月30日  | イチワカクサ       | 牝6  | 金沢 | 2:31.3  | 村山敏雄   | 山川清志 |
| 第22回 | 1974年9月29日  | フジトキワオー     | 牡4  | 金沢 | 2:32.4  | 東方高行   | 山川清志 |
| 第23回 | 1975年9月28日  | メトロハヤト       | 牡4  | 金沢 | 2:32.6  | 奥高平     | 勝田穂   |
| 第24回 | 1976年10月10日 | カイキョウコマチ   | 牝4  | 金沢 | 2:31.1  | 寺田茂     | 近藤襄   |
| 第25回 | 1977年10月16日 | カーネルテンザン   | 牡5  | 金沢 | 2:33.6  | 寺田茂     | 松田初市 |
| 第26回 | 1978年10月15日 | カーネルテンザン   | 牡6  | 金沢 | 2:30.7  | 寺田茂     | 松田初市 |
| 第27回 | 1979年10月14日 | レークボンド       | 牡4  | 金沢 | 2:30.5  | 米田謹二   | 米田清七 |
| 第28回 | 1980年10月12日 | ゴールデンサカエ   | 牡4  | 金沢 | 2:30.9  | 山中利夫   | 中川一男 |
| 第29回 | 1981年10月25日 | ジエイムズ         | 牡3  | 金沢 | 2:28.5  | 寺田茂     | 山元義孝 |
| 第30回 | 1982年10月24日 | ノワケ             | 牡8  | 金沢 | 2:32.5  | 寺田茂     | 伊勢晃二 |
| 第31回 | 1983年11月6日  | ローラーキング     | 牡5  | 金沢 | 2:33.0  | 平床良博   | 中川一男 |
| 第32回 | 1984年11月4日  | モリセリー         | 牝5  | 金沢 | 2:29.7  | 吉井敏雄   | 松田初市 |
| 第33回 | 1985年11月3日  | ブルラミー         | 牡6  | 金沢 | 2:31.0  | 大瀬戸豊   | 勝田穂   |
| 第34回 | 1986年11月9日  | コンコードサニー   | 牝4  | 金沢 | 2:30.5  | 本厚司     | 伊藤清松 |
| 第35回 | 1987年11月8日  | コクセイピユーマ   | 牡5  | 金沢 | 2:32.5  | 勝田浩     | 勝田穂   |
| 第36回 | 1988年11月6日  | コランダム         | 牡6  | 金沢 | 2:35.0  | 平床良博   | 奥十一   |
| 第37回 | 1989年11月3日  | ハローボギイ       | 牡4  | 金沢 | 2:34.5  | 渡辺壮     | 米田清七 |
| 第38回 | 1990年11月4日  | サクラジョージ     | 牡5  | 金沢 | 2:32.4  | 山中利夫   | 鷹尾雄治 |
| 第39回 | 1991年11月10日 | サリュウスキー     | 牡3  | 金沢 | 2:32.9  | 勝田浩     | 勝田穂   |
| 第40回 | 1992年11月8日  | キタシバスペイン   | 牡5  | 金沢 | 2:31.0  | 桑野等     | 鷹尾雄治 |
| 第41回 | 1993年11月7日  | キタシバスペイン   | 牡6  | 金沢 | 2:33.8  | 桑野等     | 鷹尾雄治 |
| 第42回 | 1994年11月6日  | ミスタールドルフ   | 牡4  | 金沢 | 2:34.0  | 渡辺壮     | 田嶋進   |
| 第43回 | 1995年11月19日 | エビスライトオー   | 牡5  | 金沢 | 2:34.7  | 古性秀之   | 黒澤四郎 |
| 第44回 | 1996年11月17日 | ハヤテサカエオー   | 牡6  | 金沢 | 2:34.7  | 渡辺壮     | 寺田茂   |
| 第45回 | 1997年11月9日  | スギノコダイオー   | 牡5  | 金沢 | 2:56.4  | 平瀬城久   | 南一吉   |
| 第46回 | 1998年11月22日 | サンシャインホース | 牡7  | 金沢 | 2:55.2  | 渡辺壮     | 平床良博 |
| 第47回 | 1999年11月21日 | ヒノデソシアル     | 牝6  | 金沢 | 2:53.3  | 中川雅之   | 本忠司   |
| 第48回 | 2000年11月19日 | トラベラー         | 牝4  | 金沢 | 2:50.7  | 中川雅之   | 小原典夫 |
| 第49回 | 2001年11月18日 | ボナンザーローマン | 牡5  | 金沢 | 2:52.1  | 蔵重浩一郎 | 宗綱泰彦 |
| 第50回 | 2002年11月24日 | キクノライデン     | 牡4  | 金沢 | 2:53.2  | 江下英昭   | 黒木豊   |
| 第51回 | 2003年11月23日 | ホシオー           | 牡7  | 金沢 | 2:52.5  | 渡辺壮     | 松原正文 |
| 第52回 | 2004年11月21日 | エイシンクリバーン | 牡8  | 金沢 | 2:53.2  | 加藤和義   | 佐藤茂   |
| 第53回 | 2005年10月30日 | テンリットル       | 牡7  | 金沢 | 2:55.1  | 徳留康豊   | 本厚司   |
| 第54回 | 2006年11月19日 | ビッグドン         | 牡6  | 金沢 | 2:53.6  | 加藤和義   | 服部健一 |
| 第55回 | 2007年11月18日 | マヤノオスカー     | 牡7  | 金沢 | 2:59.5  | 中川雅之   | 田嶋弘幸 |
| 第56回 | 2008年11月16日 | ノーブルシーズ     | 牡3  | 金沢 | 2:55.9  | 中川雅之   | 松野勝己 |
| 第57回 | 2009年11月15日 | トウショウデザイア | 牡3  | 金沢 | 2:53.4  | 吉田晃浩   | 佐藤茂   |
| 第58回 | 2010年11月14日 | タートルベイ       | 牡5  | 金沢 | 2:50.0  | 堀場裕充   | 加藤和宏 |
| 第59回 | 2011年11月13日 | ジャングルスマイル | 牡5  | 金沢 | 2:50.7  | 吉原寛人   | 金田一昌 |
| 第60回 | 2012年11月11日 | ナムラダイキチ     | 牡4  | 金沢 | 2:50.4  | 畑中信司   | 藤木一男 |
| 第61回 | 2013年5月5日   | ナムラダイキチ     | 牡5  | 金沢 | 2:32.8  | 畑中信司   | 藤木一男 |
| 第62回 | 2014年11月2日  | ケージーキンカメ   | 牡3  | 金沢 | 2:51.0  | 青柳正義   | 鈴木正也 |
| 第63回 | 2015年11月15日 | ジャングルスマイル | 牡9  | 金沢 | 2:54.3  | 平瀬城久   | 金田一昌 |
| 第64回 | 2016年11月13日 | トニーポケット     | 牡7  | 金沢 | 2:56.2  | 藤田弘治   | 佐藤茂   |
| 第65回 | 2017年11月12日 | グルームアイランド | 牡6  | 金沢 | 2:56.3  | 吉原寛人   | 高橋俊之 |
| 第66回 | 2018年11月18日 | アサクサポイント   | 騸10 | 愛知 | 2:56.5  | 加藤聡一   | 今津博之 |
| 第67回 | 2019年11月10日 | タガノゴールド     | 牡8  | 兵庫 | 2:54.5  | 下原理     | 新子雅司 |
| 第68回 | 2020年11月8日  | スギノグローアップ | 牡7  | 小林 | 2:51.1  | 繁田健一   | 福永敏   |
| 第69回 | 2021年7月25日  | ハクサンアマゾネス | 牝4  | 金沢 | 2:08.7  | 吉原寛人   | 加藤和義 |
| 第70回 | 2022年11月13日 | アンタンスルフレ   | 騸4  | 愛知 | 2:50.3  | 丸野勝虎   | 角田輝也 |
| 第71回 | 2023年11月5日  | アンタンスルフレ   | 騸5  | 愛知 | 2:50.2  | 丸野勝虎   | 角田輝也 |
| 第72回 | 2024年11月3日  | アンタンスルフレ   | 騸6  | 愛知 | R2:49.5 | 岡部誠     | 角田輝也 |

※出典：
※Rは、コースレコードを示す。

## その他
11月開催時は天候に恵まれないことも多く、2019年の第67回は良馬場で行われたがこれは5月開催だった2013年を除くと1997年の第45回以来22年ぶりのことであった。